# Szepligetella major
Szepligetella major är en stekelart som först beskrevs av Gyöö Viktor Szépligeti 1903.  Szepligetella major ingår i släktet Szepligetella och familjen hungersteklar. Inga underarter finns listade i Catalogue of Life.